# Czerwonak (Groot-Polen)
Czerwonak is een dorp in het Poolse woiwodschap Groot-Polen, in het district Poznański. De plaats maakt deel uit van de gemeente Czerwonak en telt 5432 inwoners.

## Verkeer en vervoer
- Station Czerwonak